# Regnerus
Regnerus var en stenmästare verksam under 1100-talets mitt. 
Enligt konsthistorikern Monica Rydbeck efterträdde Regnerus Donatus som ansvarig byggmästare i Lund, vars namn förekommer i såväl Lunds domkyrkas dödsbok som i dess gåvobok. Denna ära att bli ihågkommen i så viktiga handlingar torde visa på en för domkyrkobygget betydelsefull person. Till skillnad från Donatus skulle Regnerus ha hämtats från dombygget i Mainz eftersom det i denna domkyrka finns stora likheter med de yngre delarna av Lunds domkyrkas romanska murverk.
Hans namn sammankopplas även med uppförandet av Vä kyrka samt dess ornamentik och skulptering som bär drag från domkyrkans ornamentik. Eftersom ingenting om Regnerus liv eller verksamhet finns noterat är alla attribueringar hypotetiska.   